# Stołeczny Uniwersytet Kijowski im. Borysa Hrinczenki
Stołeczny Uniwersytet Kijowski im. Borysa Hrinczenki (ukr. Київський столичний університет імені Бориса Грінченка) – ukraińska publiczna uczelnia wyższa.

## Historia
Za datę powstania uczelni przyjmuje się 16 marca 1874, kiedy w Kijowie uruchomiono Zaawansowane Kursy Pedagogiczne dla nauczycieli szkół podstawowych. W 1919 roku został utworzony Instytut Pedagogiczny noszący imię Borysa Hrinczenki. W 1922 roku funkcjonujące w Kijowie Instytuty Pedagogiczne połączono w jedną instytucję o nazwie  Wyższe Zaawansowane Kursy dla Nauczycieli im. Borysa Hrinczenki. W 1939 roku zmieniła ona nazwę na Kijowski Miejski Instytut Szkolenia Nauczycieli. W 1991 Instytut połączono z Kijowskimi College'ami Pedagogicznymi tworząc Kijowski Międzyregionalny Instytut Zaawansowanego Szkolenia Nauczycieli. W 1993 roku Instytut ponownie otrzymał imię Borysa Hrinczenki. Kolejne reorganizacje i zmiany nazwy miały miejsce w roku 2002, kiedy powstał Kijowski Miejski Uniwersytet Pedagogiczny imienia Borysa Hrinczenki oraz w 2009, kiedy uczelnię przemianowano na Uniwersytet Kijowski im. Borysa Hrinczenki. 
W skład uczelni wchodzą następujące jednostki organizacyjne:
- Wydział Historii i Filozofii
- Wydział Prawa i Stosunków Międzynarodowych
- Wydział Zdrowia, Wychowania Fizycznego i Sportu
- WYdział Technologii Informacyjnych i Zarządzania
- Instytut Sztuk Pięknych
- Instytut Nauk Humanistycznych
- Instytut Dziennikarstwa
- Instytut Filologiczny
- Instytut Pedagogiczny